# Paperboy (rapper)
Mitchell Johnson, noto come Paperboy (Los Angeles, 2 ottobre 1969), è un rapper statunitense.

## Carriera
Nel 1993 Con la Ruthless di Eazy-E pubblicò il singolo Ditty, che raggiunse la classifica annuale degli Hot 100.
Successivamente Ditty fu inserito lo stesso anno nell'album The Nine yards, che ricevette un disco di platino l'11 maggio.
Nel 1995 pubblico l'album The Love Never Dies che presentava uno stile tradizionale e non ebbe la fortuna che ebbe con il primo album.
Fu molto amico di R. Kelly, Eazy-E, Dresta e del beatmaker Rhythm D.
Alla morte di Eazy-E collaborò con Battlecat, che ha arrangiato molte basi del suo album.
Si ritirò nel 1996, quando Tomika Wright Woods, la vedova di Eazy-E, vendette l'etichetta Ruthless alla Epic Records.